# Gmina Węgierska Górka
Die Gmina Węgierska Górka ist eine Landgemeinde im Powiat Żywiecki der Woiwodschaft Schlesien in Polen. Ihr Sitz ist das gleichnamige Dorf mit etwa 4250 Einwohnern.

## Geographie
Die Gemeinde liegt im Süden der Woiwodschaft. Die Kreisstadt Żywiec liegt etwa zehn Kilometer nordöstlich. Nachbargemeinden sind Jeleśnia, Milówka, Radziechowy-Wieprz und Ujsoły. Sie gehören ohne Ausnahme zum Powiat Żywiecki.
Das Gemeindegebiet hat eine Fläche von 77 km², davon werden 40 Prozent land- und 50 Prozent forstwirtschaftlich genutzt. Die Landschaft gehört zu den Westbeskiden. Der Prusów hat eine Höhe von 1010 m n.p.m. Zu den Fließgewässern gehören Soła, die zur Weichsel entwässert, und die Żabnica.

## Geschichte
Die Landgemeinde wurde 1973 aus verschiedenen Gromadas neu gebildet. Sie gehörte zur Woiwodschaft Krakau und kam 1975 zur Woiwodschaft Bielsko-Biała, der Powiat wurde aufgelöst. Zum 1. Januar 1999 kam die Gemeinde zur Woiwodschaft Schlesien und wieder zum Powiat Żywiecki.

## Gliederung
Die Gemeinde besteht aus vier Dörfern mit einem Schulzenamt (sołectwo; Einwohnerzahlen nach der Volkszählung von 2011):
- Cięcina  (3298)
- Cisiec (4385)
- Węgierska Górka (4250)
- Żabnica (3133)

## Verkehr
Wichtigster Verkehrsweg ist die Schnellstraße S1. Sie führt von der Slowakei nach Pyrzowice mit dem Flughafen Katowice, wo sie auch Anschluss an das Autobahnnetz des Landes erhält.
Der Bahnhof Węgierska Górka und die Stationen Cięcina Dolna, Cięcina und Cisiec bestehen an der Bahnstrecke Katowice–Zwardoń.